# سیرک (فیلم ۱۹۲۸)
سیرک (به انگلیسی: The Circus) فیلمی صامت، به کارگردانی چارلی چاپلین با بازی چارلی چاپلین، ال ارنست گارسیا، مرنا کندی، هنری برگمن و تولید سال ۱۹۲۸ است.